# Associação Indiana de Hóquei no Gelo
A Associação Indiana de Hóquei no Gelo é o órgão que dirige e controla o hóquei no gelo da Índia, comandando as competições nacionais e a seleção nacional.